# Lukáš Masopust
Lukáš Masopust (* 12. Februar 1993 in Božejov) ist ein tschechischer Fußballspieler. Der Mittelfeldspieler steht aktuell als Leihspieler von Slavia Prag bei Slovan Liberec unter Vertrag und spielt für die tschechische Fußballnationalmannschaft.

## Karriere
Lukáš Masopust begann in der Jugend bei Vysočina Jihlava mit dem Fußballspielen, wo er im Sommer 2012 in die erste Mannschaft aufsteigen konnte. Schon in seiner ersten Saison entwickelte er sich zum Stammspieler und erzielte am 13. April 2013 sein erstes Tor als Profi. Masopust absolvierte insgesamt 55 Spiele für Vysočina und erzielte dabei sechs Tore.
Im Dezember 2014 einigte er sich mit dem FK Jablonec auf einen ab dem 1. Januar 2015 gültigen Vertrag, welcher vorerst auf den 30. Juni 2018 datiert war. Am 20. Februar 2015 gab er sein Debüt gegen den 1. FC Slovácko, als er in der 75. Minute für Nermin Crnkic eingewechselt wurde.
Im Januar 2019 wechselte Masopust zu Slavia Prag und unterzeichnete einen Dreieinhalbjahresvertrag. Sein Debüt gab er am 21. Februar 2019 in der Europa League gegen Genk. Nur vier Tage später traf er bei seinem ersten Ligaspiel für Slavia und erzielte das 1:0 im 4:0-Sieg gegen Slovácko. Im Finale des nationalen Pokals 2018/19 markierte er ein weiteres Tor und sicherte mit seinem Treffer den 2:0-Sieg gegen Baník Ostrava. Im Sommer 2022 verlängerte er seinen Vertrag bis 2025.
Im Januar 2025 wurde Masopust an Slovan Liberec ausgeliehen, da er in Prag zunächst viele Spiele der Saison verletzungsbedingt verpasst hatte und nach seiner Genesung nicht mehr berücksichtigt wurde.

## Nationalmannschaft
Am 26. März 2018 gab Masopust sein Debüt für die tschechische A-Nationalmannschaft, in einem Freundschaftsspiel gegen China. Bei der Europameisterschaft 2021 stand er im tschechischen Aufgebot, das im Viertelfinale gegen Dänemark ausschied.

## Erfolge
Slavia Prag
- Tschechischer Meister: 2018/19, 2019/20, 2020/21, 2024/25
- Tschechischer Pokalsieger: 2018/19, 2020/21, 2022/23